# Kortessem
Kortessem (lim. Kotsoeve) – gmina (gemeente) w Belgii, w Regionie Flamandzkim, w prowincji Limburgia, w okręgu Tongeren. 1 stycznia 2024 roku liczyła 8757 mieszkańców.  

## Podział administracyjny
W skład gminy wchodzą cztery dzielnice (deelgemeente):
- Guigoven
- Vliermaal
- Vliermaalroot
- Wintershoven

## Historia
Pierwotnie obszar znany był pod nazwą Curtricias. Najstarsza wzmianka pochodzi z karty Gerarda z 1150 roku. Nazwa pochodzi od rzymskiego curtis = sąd" z germańskim przyrostkiem -heim, -em - "dom". Gmina w okresie ancien régime była podzielona na trzy części: Opeinde, Daaleinde i Herbroek. Każda miała własnego burmistrza. W 1796 roku Kortessem był główną miejscowością kantonu w departamencie Dolnej Mozy.

## Demografia
- Źródła:NIS, :od 1806 do 1981= według spisu; od 1990 liczba ludności w dniu 1 stycznia

1 stycznia 2024 całkowita populacja Kortessem liczyła 8757 osób. Łączna powierzchnia gminy wynosi 33,99 km², co daje gęstość zaludnienia 258 mieszkańców na km².